# Oelrichs (Dakota del Sur)
Oelrichs es un pueblo ubicado en el condado de Fall River en el estado estadounidense de Dakota del Sur. En el Censo de 2010 tenía una población de 126 habitantes y una densidad poblacional de 128,02 personas por km².

## Geografía
Oelrichs se encuentra ubicado en las coordenadas 43°10′56″N 103°14′2″O / 43.18222, -103.23389. Según la Oficina del Censo de los Estados Unidos, Oelrichs tiene una superficie total de 0.98 km², de la cual 0.98 km² corresponden a tierra firme y (0%) 0 km² es agua.

## Demografía
Según el censo de 2010, había 126 personas residiendo en Oelrichs. La densidad de población era de 128,02 hab./km². De los 126 habitantes, Oelrichs estaba compuesto por el 79.37% blancos, el 0% eran afroamericanos, el 18.25% eran amerindios, el 0% eran asiáticos, el 0% eran isleños del Pacífico, el 0% eran de otras razas y el 2.38% pertenecían a dos o más razas. Del total de la población el 0% eran hispanos o latinos de cualquier raza.